# ファイヤー!
『ファイヤー!』は水野英子による日本の漫画。『週刊セブンティーン』（集英社）に1969年1号(前年12月発表)から1971年夏(総集編？)に連載された。
第15回（1969年）小学館漫画賞受賞作品。

## 概要
少女漫画でロック歌手を主人公に据えて成功した最初の作品だと言われている。男性が主人公の少女漫画というのも本作が初に近い。
少女漫画が高く発展したと現在認められているのが1970〜1980年代。それ以前、少女向け雑誌が月刊から週刊に切り替わり始めたのが1963年。コミックスが初めて発売されたのが1968年という歴史的流れの中で、本作は少女漫画が高い発展をする黎明期を飾るマンガ史的代表作品の1つである。また、それまでの少女マンガ誌はローティーン（10代前半、中学まで）向けの設定だったが、このときはハイティーン（10代後半）向け少女雑誌『週刊セブンティーン』（漫画専門ではないが漫画比率が高かった）の創刊の翌年から掲載された。のちに少女漫画の年齢層を押し上げたと言われたことから、ハイティーン向け少女漫画を開拓した初めの主要な作品といえる。
1960年代末のアメリカ合衆国を舞台とする本作は、ジョン・レノンとオノ・ヨーコが行った平和活動「ラブ&ピース運動」のようなベトナム戦争中のアメリカの世相や世界観、カウンターカルチャーをも取り込んでおり、少女漫画のみならず少年漫画を含む日本漫画界全体としても画期的な作品であった。また、主人公の青年アロンと青年ファイアー・ウルフとの性別を超えた魂の結びつきに感銘を受けた読者は少なくない。
当時はグループ・サウンズの人気が高まっており、「主人公は男の子で、ロックミュージシャンの話」もすんなりと編集側からはOKをもらっている。その後、本場のヒッピー文化を体験すべく、欧米で20日間ほどの取材旅行を行い、ライブハウスに入り浸った。
ただし、当時のグループ・サウンズの歌はロックとは異なっており、水野自身は理解したうえで編集を騙した形になっている。事実、連載が始まった当初は当時の読者にとっても本作は異端ではあったようで、他の作品は1日に20通から30通のファンレターが届いていたのに対し、本作では連載開始から、主人公の青年アロンが感化院を出るまでは全くファンレターが来なかったと水野は語っている。アロンが感化院を出て1人で行動するようになってからはファンレターも届くようになったが、反対意見も多く水野を売国奴と罵ったり、脅迫めいた手紙も届いている。
本作が少女漫画のカテゴリーからはいくらか逸脱しているのは連載当時から指摘されており、連載当時は「ソウル・コミック」という呼称もあった。2010年代に入ると「ロック・コミック」と呼ばれることもある。
水野が執筆していた当時の原稿料は1枚6000円であった。ヒット作となったがアシスタントを3-4人雇っていたため、給料を払ったら水野の手元には何も残らない状態であった。
本作の連載終了後、水野は妊娠が発覚する。シングルマザーとなった水野は子育てのため、本作の連載終了後は極端に仕事量が減ることになった。

## あらすじ
物語はジョンがアロンとの日々を追想する形式で始まる。1960年代の終わりの少女漫画でこのような小説的手法は極めて異例であり、アメリカン・ロックを題材にした作品も異例である。
感化院
アロンは復活祭のため母親に新しい帽子をプレゼントをしようとして、ファイヤー・ウルフの略奪に巻き込まれて感化院に入れられる。そこでアロンはウルフの歌に魂を揺さぶられるような感動を受け、さらに自由を求めて死んでいったウルフを目撃する。彼との出会いが、アロンのその後の人生を決めることになる。
ジョンとマージとの邂逅
ウルフのギターとともに感化院を出たアロンはデトロイトで働き始め、ジョンやジュールと知り合いになる。ジョンはガラスのようにもろくて純粋な少年と出会い、ギター教え、あらゆるジャンルの音楽を聞かせる。「コンビネイト」でアロンは、嵐の中で叫んでいるようなマージの歌に魅せられる。アロンはファイヤー・ウルフと共通するソウルをもっているマージの歌が頭から離れず、工場も休みがちになる。一方、マージはアロンのもろさと純粋さを見抜いており、彼を壊すことを恐れる。アロンはジョンの代役でコンビネイトのステージに立ち、人々を魅了し、店主はその場でアロンと契約する。
「ファイヤー」の結成
アロンは苦しみの中で歌う。アロンの苦悩の深さに比例して、彼の歌は研ぎ澄まされたものになっていく。アロンはコンビネイトで朝を迎え、心配してきたジョンとネロは、一人で歌うアロンを見つける。ジョンのギター、ネロのドラム、さらにエンジェルのオルガンが加わり、すばらしいハーモニーを奏でる。コンビネイトの店主もその素晴らしさを認め、週400ドルで契約したいと申し入れる。こうしてロックグループ「ファイヤー」が誕生する。さらに、ギターを盗もうとして、警察に追われたリフがベーシストとして「ファイヤー」に加わることになる。
ダイアナとの恋
「ファイヤー」の人気は徐々にあがり、デモレコードがデトロイトのラジオ局で放送され、人気は急上昇する。ファイヤーはVOA放送主催の新人コンテストに出場し、ダイアナ、ブラック・ブラッドとの争いを制して第1位となるが、それは決して実力通りの評価ではない。アロンは八百長をひどくきらい、ダイアナに本当は君が1位だったんだと詰め寄り、ダイアナは軽い心臓発作で倒れる。アロンから「マリーナ」のミリオンセラー記念コンサートへの出演依頼を受け、ダイアナは気持ちを打ち明ける。ダイアナは両親に、短くても充実した一生を送りたいと告げ、アロンとの同棲生活を始める。
リフとダイアナの死
アロンとダイアナの甘い生活は、双方の仕事によりすれ違いが生まれる。アロンの歌は苦悩の中から生み出されるものであり、幸福感の中では輝きを失う。アロンの感情についていけないダイアナは、しばらく別々に暮らすことにする。ブラックブラッドはファイヤーと人気を二分するようになり、両者が参加するコンサートで騒動が起こる。銃撃によりマリーナは失明し、リフは敵対する白人グループを襲い、自らも刺されて死亡する。ダイアナの病状は悪化し、病院でアロンは求婚する。しかし、ダイアナは遠くで見守りたいと告げ、その晩、不帰の人となる。
マージとの再会
アロンはサンフランシスコでマージと再会し、二人は車の中で愛し合う。アロンの心はマージの歌から離れられず、マージも二人は目に見えない糸でつながれていると話す。二人はキングスキャニオンの高みで過ごす。ニューヨーク最初のコンサートが大停電の中で行われ、観客は徒歩で会場に集まってきて成功する。しかし、アロンの精神は少しずつ病んでゆき、金のために歌うことを拒否するようになる。アロンにとって、歌とは心の叫びであり、より始原的な感情から生まれるものである。岩穴の中でジプシーの宴が繰り広げられており、アロンはそこで歌うが、ファイヤーのメンバーには岩の上で歌っているアロンしか見えない。
オハマ・フェスティバル
ファイヤーにオハマで開催される大規模なロックフェスティバルへの招待がくる。アロンは伝説の「ウッド・ストック」ですら金儲けのためだと批判し、フェスティバルをぶちこわすことを宣言して失踪する。アロンは会場に現れ、「みんなこんなコンサートなど聞くな、音楽は商品ではないはずだ。きみたちはなぜ金を出すんだ。アーチストたちはなぜ高い報酬をとるんだ。そんなところで音楽は生まれない。本当の喜びや悲しみが金で買えるか」と語る。アロンの呼びかけに複数のアーティストと群衆が移動を開始し、警官隊との衝突により1万人が逮捕される。
FREEDAM
「ファイヤー」は解散し、アロンは共同体「フリーダム」を組織して西に進む。その光景はまるで出エジプト記のようだとメンバーの一人が話す 。このアーティストの共同体は、各地で若者の熱狂的な支持を受けるが、まさしく反体制の象徴であり、いくつかの州では入州を禁止される。フリーダムは東部の諸州を回り中西部に移動する。運営資金は各地の若者のカンパに頼っている。体制側の締め付けは厳しくなり、保守的な人々の攻撃にもさらされる。ハリーケーンの直撃で被災したフリーダムに対して町の保安官は、救助はするものの早々に移動してくれと言う。
奇妙な果実
保守的な南部ではフリーダムは風紀を乱すものとされる。町の人々の冷ややかな視線に対し、フリーダムのメンバーは「奇妙な果実（Strange Fruit）」を口ずさみ、黒人への差別と若者への差別は同質のものだと訴える。警察黙認の形でフリーダムに対する襲撃が続き、死者も出し、アロンは右手をつぶされる。フリーダムはロッキーを越えて西を目指す。しかし、食料品にも事欠くようになり、町の人々から蔑みの言葉を投げつけられ、はずみで食料品を略奪してしまう。フリーダムは警察に追われるようになり、メンバーは抜けていく。アロンはジュールの車でロッキーを越えてネバダ州に入り、そこで逮捕される。
狂気の境を飛び越えて
病院に収容されたアロンは、大切にしていたウルフのギターを燃やす。アロンは故郷のレイク・ウッドからほど近い精神病院に送られる。母親に抱きしめられても、アロンの口からは言葉は出てこない。ジョンは、アロンがウルフのバイクに乗って去っていくのを見たような気がする。マリーナは難産のため子どもを残して死亡する。アロンはイスに座って初秋の景色を楽しんでいるように見えるが、ジュールもジョンも、もう誰もアロンの世界に入ることはできない。物語の最後にジョンは、「おれは奏で続ける　アロンのように狂気の境に飛び去ることもできず　のたうちまわるのだ。いつか死が見舞うまで」と結んでいる。

## 主な登場人物
アロン・ブラウニング
主人公。ウォーカー・ブラザーズのスコット・ウォーカーをモデルとしている。とことん純粋に生き、純粋を極めれば壊れ、純粋さを通せば独りになるらざるを得ないことを描きたかった水野にとっては「自分の分身」である。
ロックバンド「ファイヤー」のボーカリスト。感化院でファイヤー・ウルフの歌と生き方に大きな影響を受ける。感化院出所後、ジョンと出会い「ロックバンド・ファイヤー」を結成する。繊細でもろい魂が苦悩の中から発する歌は聞くものを感動させる。あまりにも，純粋なためロック音楽の商業化に反対し，「フリーダム」と呼ばれる共同体を組織するが，体制側によりつぶされる。
ジョン・グレイ
「ファイヤー」のメンバーでギタリスト。アロンの兄のような存在であり、彼の音楽の才能を見いだす。この物語の語り手であり、ジョンがインタビュアーに自己の回想を伝えるシーンから物語が始まる。
ファイアー・ウルフ
アロンが送られた感化院を仕切るリーダー。アロンにギターと音楽を教え、アロンの人生に決定的な影響を及ぼす。自由を愛して徴兵を拒否し、警官隊に追われアロンの目の前でする。
マージ・キャンベル
女性シンガー，アロンと同じように魂の叫びを歌にしている。商業音楽とは無縁であり，誰のものにもならない自由な生き方を選択している。ウルフと同じくアロンに決定的な影響を与える。
ジュール
デトロイトの高校生，最初はジョンのファンであったがアロンのひたむきさに惹かれ、愛するようになる。西海岸の大学に入学し，デトロイトを離れるが，アロンと再会し，彼の後を追うようになる。
ダイアナ・ショウ
天才的なボーカリスト。心臓疾患を抱えながら、アロンとの愛に生きようとする。
マリーナ
「ファイヤー」のベーシストであるリフの姉。アロンは姉のように慕っている。で失明後、ジョンと結婚する。
ネロ
「ファイヤー」のメンバーでドラムス。雑草のようなたくましさを持つ男。アロンの歌にひかれてジョン、エンジェルとともにステージに上がり即興で伴奏を付けたことがグループ結成につながった。
エンジェル
「ファイヤー」のメンバーでオルガニスト。アロンの歌を聴き即興で伴奏を付けたことでメンバーたちと知り合う。
リフ
「ファイヤー」のメンバーでベーシスト。ギターを盗もうとして警察に追われたとき「ファイヤー」のメンバーに助けられグループに参加する。
ロージー
「ファイヤー」のマネージャー。最初はメンバーたちとも友好的だったが次第に独善的となり、解雇される。
チャーリー
リフの死後、ベーシストとして「ファイヤー」に加入。ジュールの元フィアンセ。
リタ
男により家を追い出されたプエルトリコ系の女性。アロンと一時期同棲する。

## 書誌情報
- 水野英子『ファイヤー!』朝日ソノラマ〈サンコミックス〉、全4巻。ISBNはない[9]。
  1. 1973年8月16日初版発行
  2. 1973年8月16日初版発行
  3. 1973年8月24日初版発行
  4. 1973年8月24日初版発行

- 水野英子『ファイヤー!』中央公論社〈愛蔵版〉、全1巻。
  1. 1988年10月発行、ISBN 4-12-001731-1[10][11]

- 水野英子『ファイヤー!』創美社〈創美社コミックス―水野英子名作選〉、全3巻。[11]
  1. 1994年4月発行、ISBN 4-420-22005-8[12]
  2. 1994年5月発行、ISBN 4-420-22007-4[13]
  3. 1994年6月発行、ISBN 4-420-22009-0[14]

- 水野英子『ファイヤー!』秋田書店〈秋田文庫〉、全3巻。[11]
  1. 1999年7月発行、ISBN 4-253-17528-7[15]
  2. 1999年10月発行、ISBN 4-253-17529-5[16]
  3. 1999年12月発行、ISBN 4-253-17530-9[17]

- 水野英子『ファイヤー! 復刻版』文藝春秋、全2巻。[18]

上. 2023年1月発行、ISBN 978-4-16-391651-4
下. 2023年1月発行、ISBN 978-4-16-391652-1